# Эспезель
Эспезе́ль (фр. Espezel) — коммуна во Франции, находится в регионе Лангедок — Руссильон. Департамент коммуны — Од. Входит в состав кантона Белькер. Округ коммуны — Лиму.
Код INSEE коммуны — 11130.

## Население
Население коммуны на 2008 год составляло 209 человек.
| 1962 | 1968 | 1975 | 1982 | 1990 | 1999 | 2008 |
| ---- | ---- | ---- | ---- | ---- | ---- | ---- |
| 407  | 334  | 279  | 228  | 201  | 208  | 209  |

## Экономика
В 2007 году среди 119 человек в трудоспособном возрасте (15—64 лет) 78 были экономически активными, 41 — неактивными (показатель активности — 65,5 %, в 1999 году было 69,8 %). Из 78 активных работали 67 человек (36 мужчин и 31 женщина), безработных было 11 (4 мужчин и 7 женщин). Среди 41 неактивного 5 человек были учениками или студентами, 19 — пенсионерами, 17 были неактивными по другим причинам.